# Helligåndskirken (Hvide Sande)
Die Helligåndskirken (Heiliggeistkirche) ist eine Kirche in der Stadt Hvide Sande in der Ringkøbing-Skjern Kommune in der dänischen Region Midtjylland. Sie wird auch Hvide Sande Kirke genannt.

## Lage
Die Kirche hat die Adresse Søndergade 5 und steht in dem südlichen Teil von Hvide Sande inmitten einer kleinen Grünanlage gegenüber der Bushaltestelle Hvide Sande Kirke.

## Geschichte
Auf der Generalversammlung des Gemeinderates von Hvide Sande am 18. Februar 1941 schlug der Zimmermeister Karl Juul Mikkelsen vor, sich um den Bau einer Kirche in der Stadt zu bemühen.
Nach Jahren der Finanzierungsplanung hatte man die veranschlagten 268.640 Dänischen Kronen zusammen.
Die Grundsteinlegung fand am 11. September 1952 in Anwesenheit vom Minister für Kirchenangelegenheiten Carl Martin Hermansen, Bischof Morten Christian Lindegaard, Propst Christiansen, Pfarrer Trabjerg Lauritsen, Landrat Sommer Andersen, Bezirksingenieur Block, Abgeordneter Jens Foged und dem Vorsitzenden des Gemeinderats Andreas Elkjær statt.
Die Kirche wurde im Jahr 1954 fertiggestellt. Ihre Einweihung fand am 13. Juni 1954 in Anwesenheit von Frederik IX. und Ingrid von Schweden statt.

## Architektur
Sie ist aus gelbem Stein im neuromanischen Stil gebaut. Im Inneren hat sie weiße Wände und flache Balkendecken.

## Ausstattung

### Altar
Auf dem Altar steht ein großes Eichenkreuz. Davor hängt ein besticktes Antependium aus dem Jahr 1981, das von 27 Frauen aus Hvide Sande bestickt wurde.

### Schiffsmodelle
Die Kirche besitzt zwei Schiffsmodelle, eines von 1954 und das Fischerboot Jenny Skomager von 2004.

#### Fanny
Das erste Kirchenschiff wurde von dem damaligen Vorsitzenden des Bauausschusses und Schleusenmeisters, C. Gerhardt, gebaut und 1954 in der Kirche aufgehängt.
Das Schiff wurde nach Fanny Risting benannt, von der man eine Spende von 25.000 DKK unter der Bedingung erhalten hatte, dass die Kirche Helligandskirken heißen sollte.

#### Jenny Skomager
Die Jenny Skomager ist eine Votivgabe des ortsansässigen Christian Bollerup, der damit für seine Rettung aus der Ostsee zur Zeit des Kalten Krieges danken wollte. Der Kutter soll Dänemarks einziges Kirchenschiff sein, das eine echte Votivgabe ist. Es wurde 2004 in der Kirche aufgehängt.

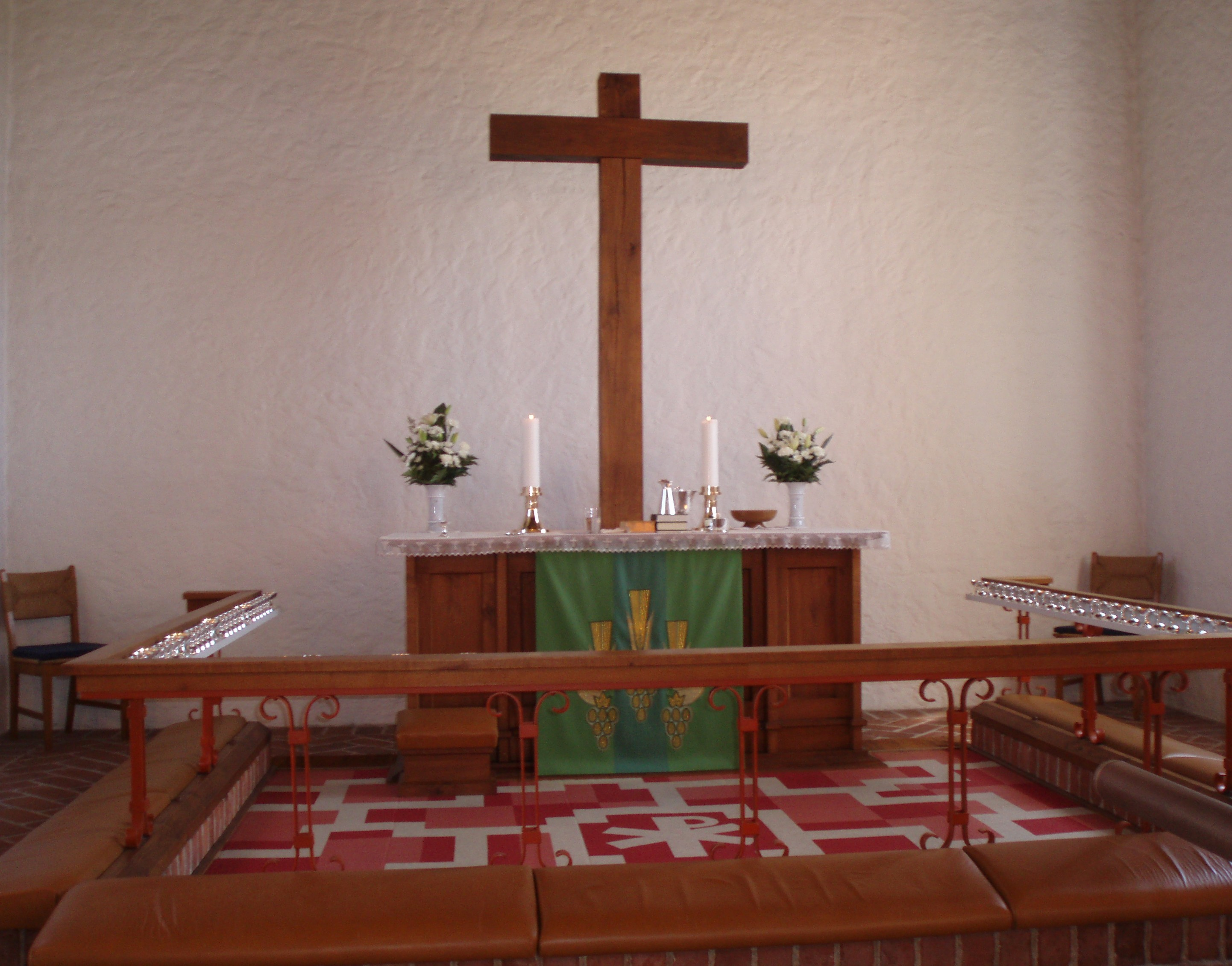
Altar
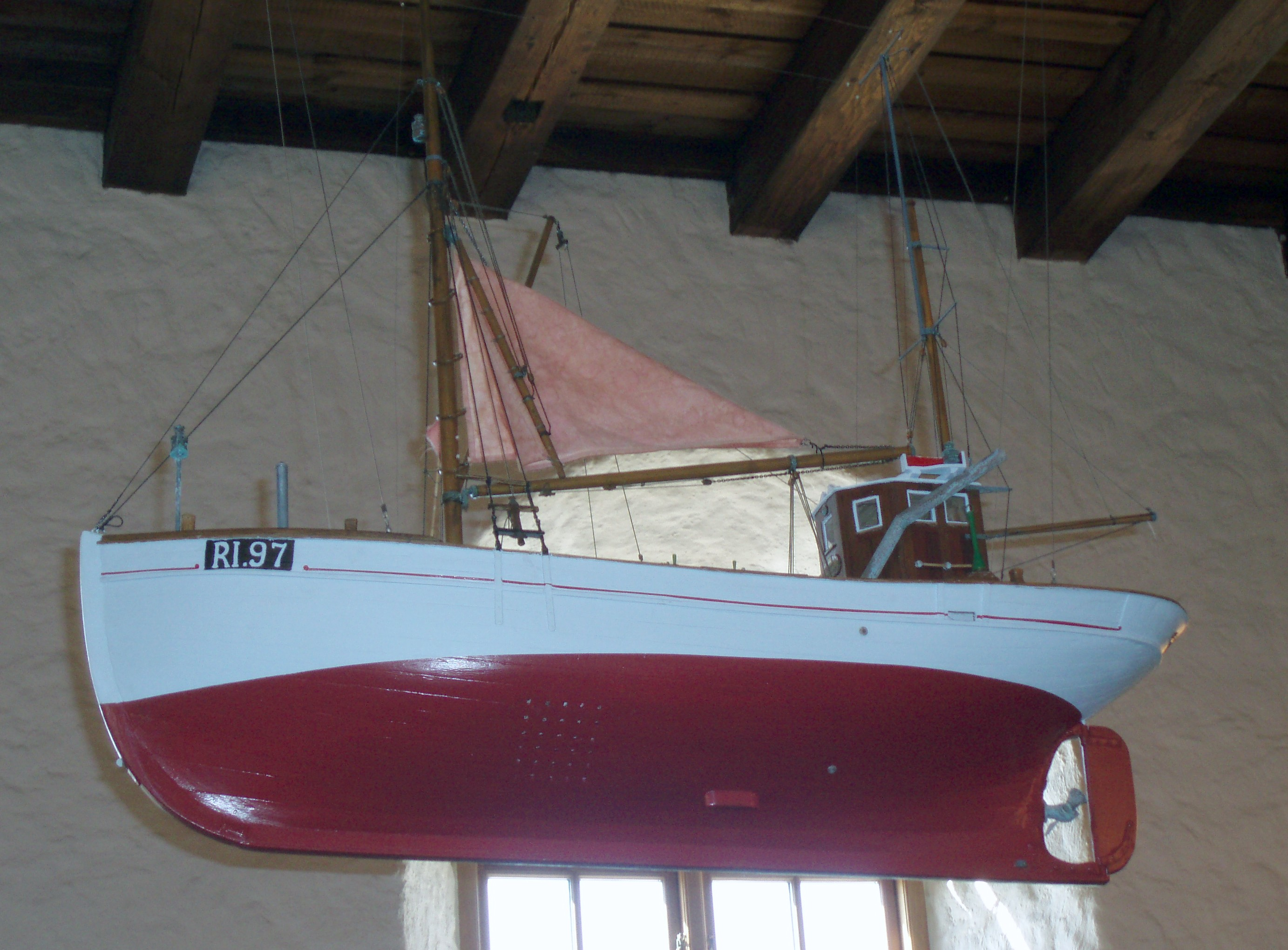
Jenny Skomager
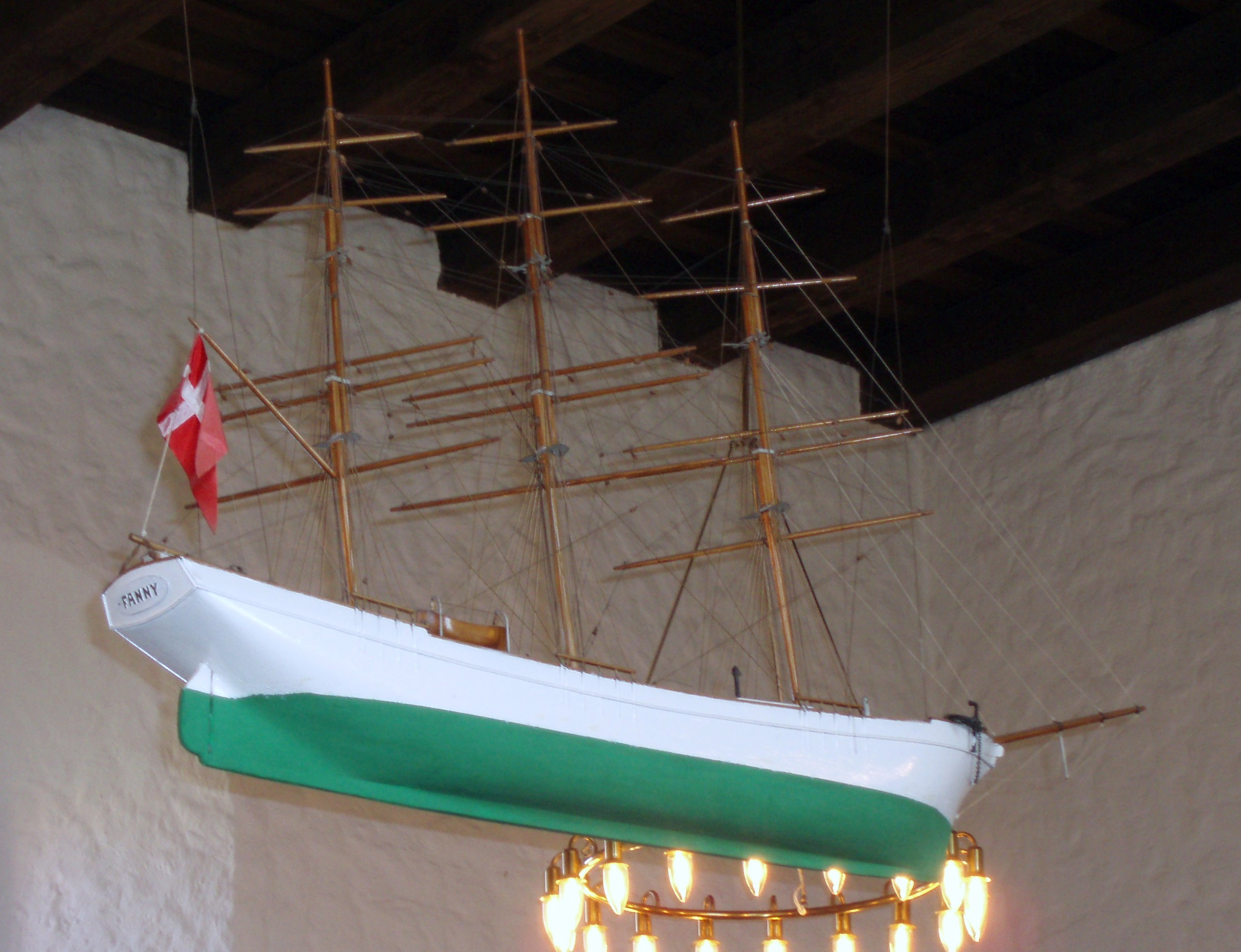
Fanny
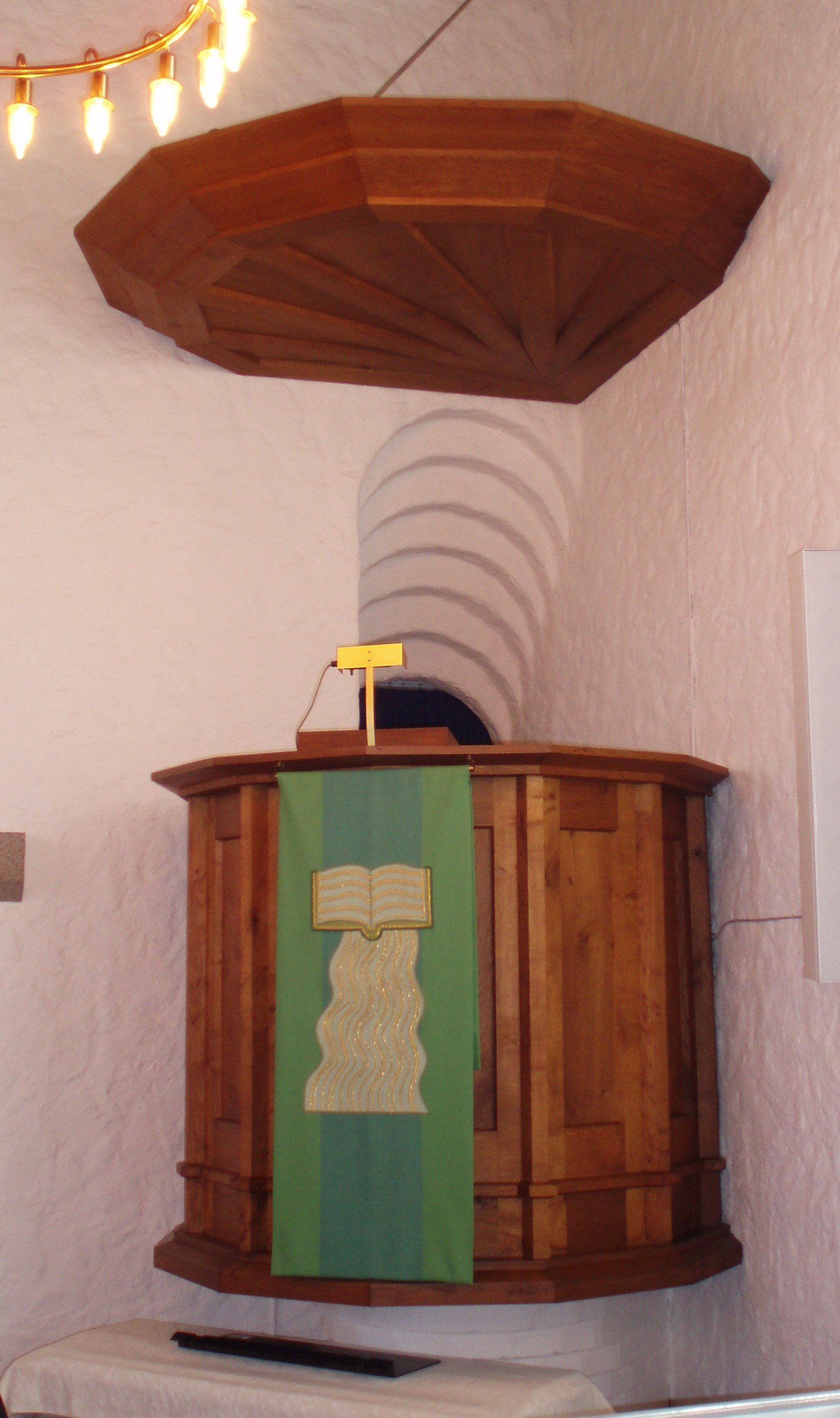
Kanzel
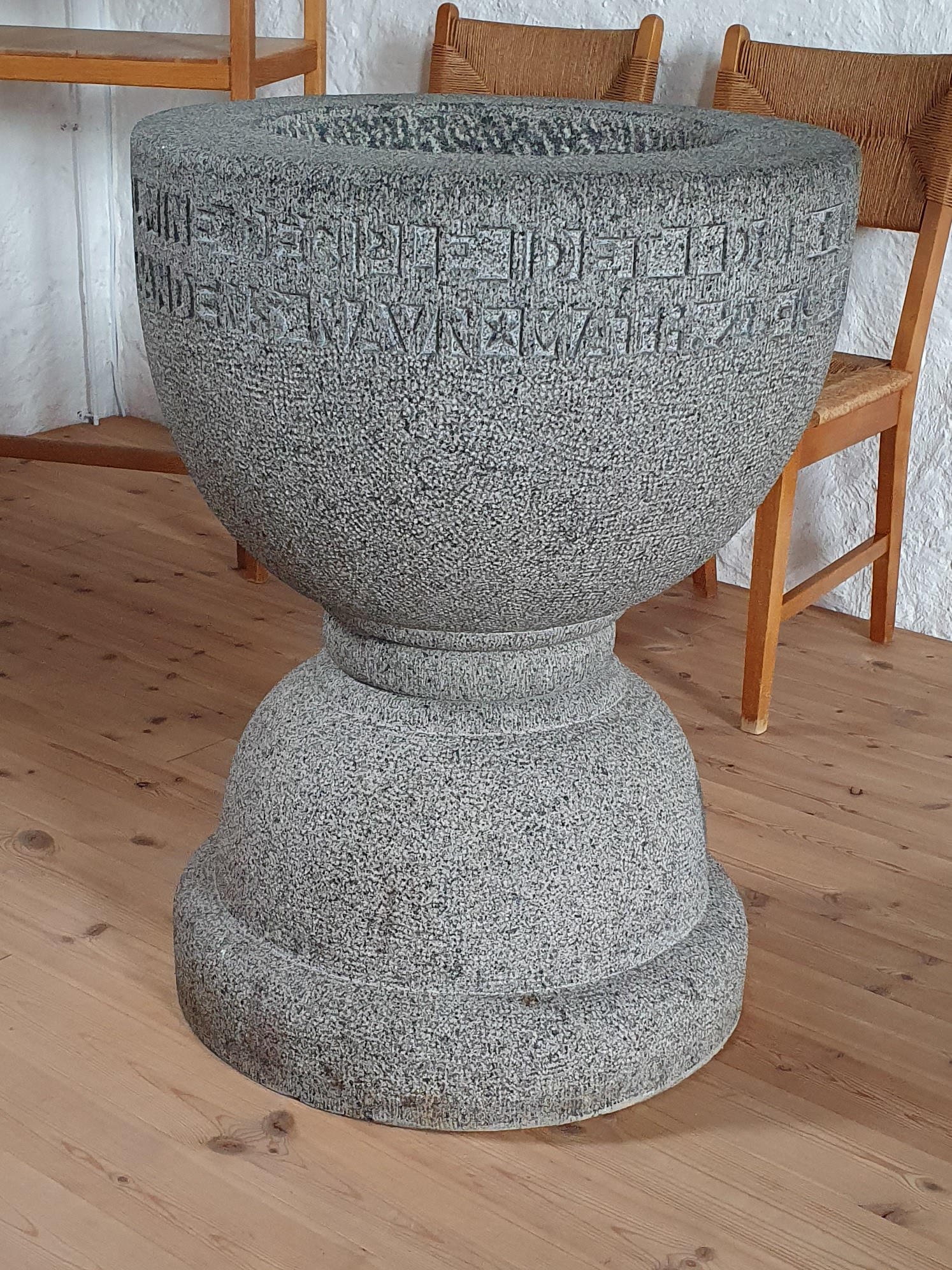
Taufstein

## Orgel
Im Jahr 2010 erhielt die Kirche eine neue Orgel mit 19 Registern, die in zwei Manuale und ein Pedal aufgeteilt sind. Sie wurde in Zusammenarbeit vom Orgelbauer Gunnar Fabricius Husted und dem Architekten Gert Madsen entworfen. Der Korpus besteht vollständig aus massiver dänischer Eiche und wird mit Wachs behandelt.

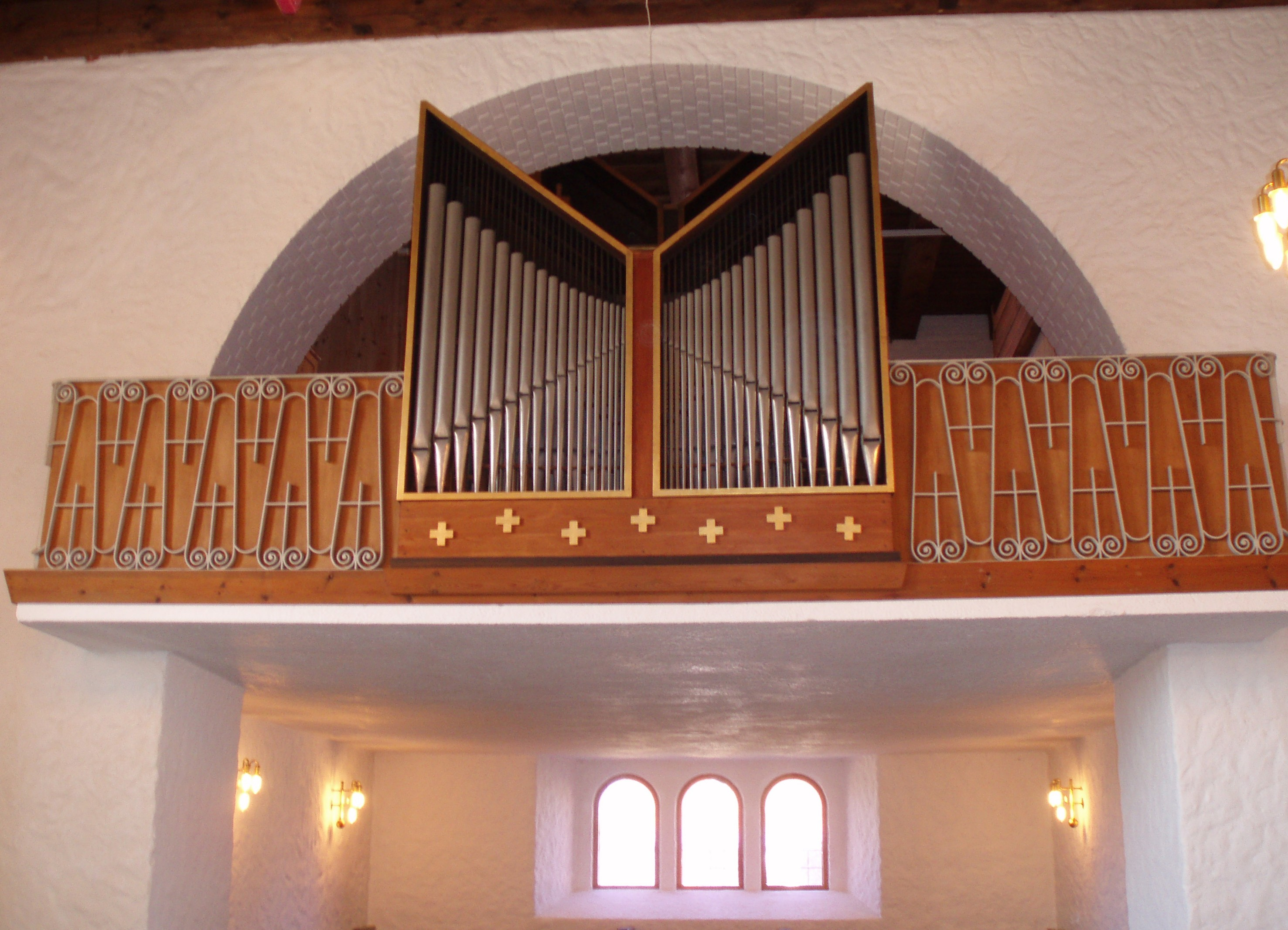
Orgel von 1954 bis 2010
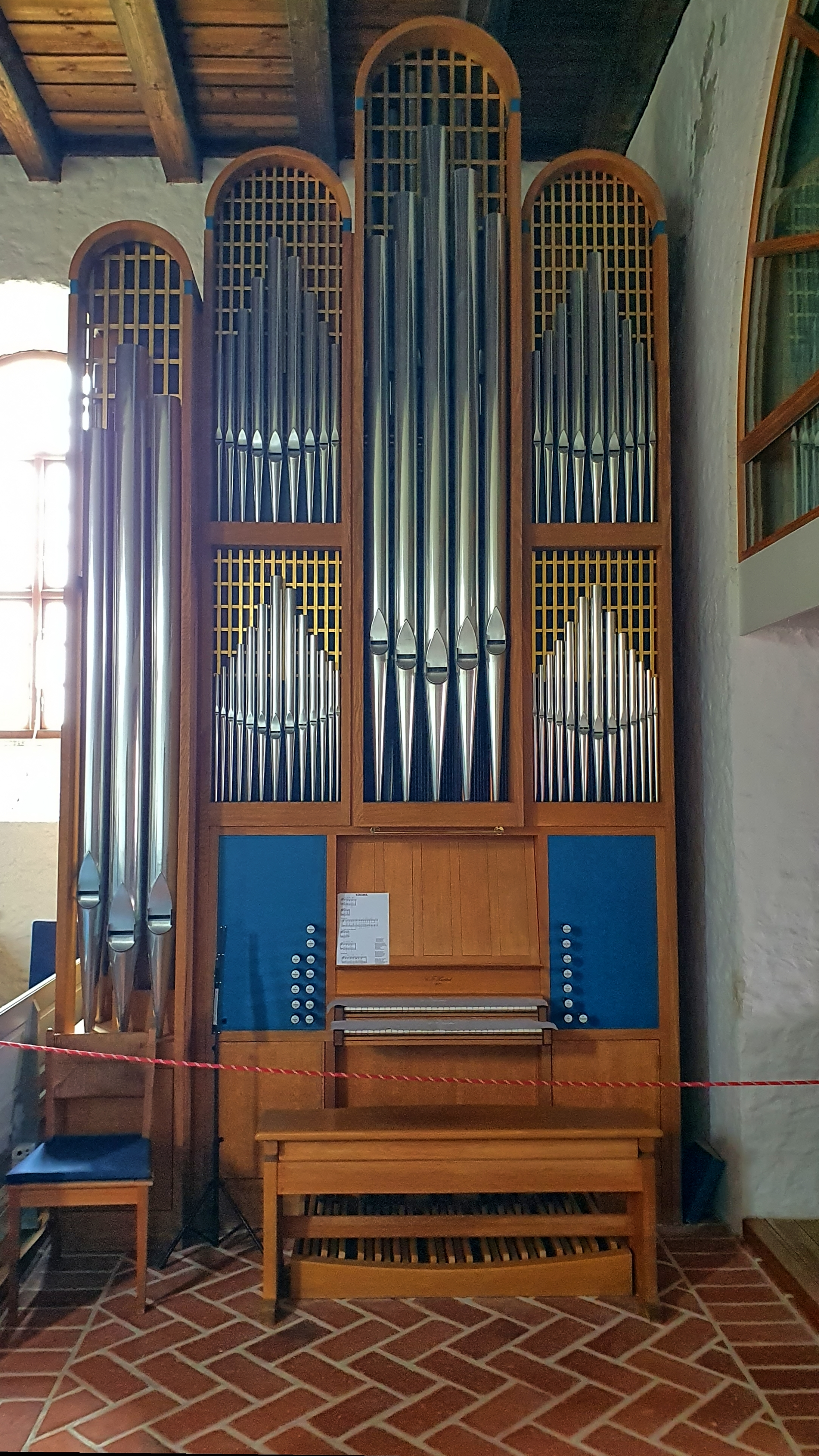
Aktuelle Orgel seit 2010

## Geläut
Die beiden Kirchenglocken wurden von A.P. Møller gestiftet, die erste bei der Einweihung, die zweite im Jahre 2008.
| Nr. | Bild | Gussjahr | Gießer, Gussort | Masse (kg) | Nominal | Inschrift |
| --- | --- | -------- | --------------- | ---------- | ------- | --- |
| 1   | Bild gesucht Die Wikipedia wünscht sich an dieser Stelle ein Bild vom Ort mit diesen Koordinaten 55.998283 8.126769 . Motiv: alte Glocke Falls du dabei helfen möchtest, erklärt die Anleitung , wie das geht. BW |          |                 |            |         | Giv Guds fred sin rette klang. De Smithske støberier i Alborg gjorde mig i aret 1954                                 |
| 2   | Bild gesucht Die Wikipedia wünscht sich an dieser Stelle ein Bild vom Ort mit diesen Koordinaten 55.998283 8.126769 . Motiv: neue Glocke Falls du dabei helfen möchtest, erklärt die Anleitung , wie das geht. BW |          |                 |            |         | Jeg kalder mellem hav og fjord, kom alle fra syd og nord. Nar du hører min klang, er det et minde om evigkeden lang. |

## Seelsorge
Es gibt Sitzplätze für 300 Gemeindemitglieder.
Die Kirche ist alle Tage von 8:00–18:00 Uhr geöffnet (in den Wintermonaten nur bis 17:00).
Zur Kirchengemeinde Hvide Sand gehören auch die Lyngvig kirke und die Haurvig kirke, die beide 1869 eingeweiht wurde.
Die Pfarrer der Kirche waren:
| Jahr      | Name                                  | Bemerkung |
| --------- | ------------------------------------- | --------- |
| 1954–1980 | Sognepræst A. C. Huus                 |           |
| 1980–1997 | Sognepræst J. Estrup Jensen           |           |
| 1988–1990 | Hjælpepræst Kurt Kristensen           |           |
| 1997–2014 | Sognepræst Thomas Bernhard Kristensen |           |
| 2007–2020 | Sognepræst Daniel Dørken Kristensen   |           |
| 2015–2022 | Sognepræst Birgit Morsing Madsen      |           |
| 2021–     | Sognepræst Andreas Sahlhold           |           |
| 2024–     | Sognepræst Christina Elisabeth Leinum |           |